# Éric Prodon
Eric Prodon (Paris, 27 de junho de 1981) é um tenista profissional francês. 
Encerrou o ano de 2011 como o número 97 do mundo.